# يوم العلم الشركسي

يوم العلم الشركسي يحتفل به الشركس في 25 نيسان- أبريل من كل عام  ، وقد أختير هذا اليوم من قبل البرلمان الشركسي ( الخاسه ) في جمهورية الأديغيا عام 2010 ليكون يوما للعلم الشركسي.
وقد أعتمد هذا العلم كراية لتوحيد القبائل الشركسية من قبل المؤتمر الوطني الشركسي عام 1830
تم تصميم العلم الشركسي بواسطة الدبلوماسي و القائد الشركسي صفر بي زانوقه.

## ولادة العلم الشركسي
في عام 1830 وصلت إلى تشيركيسيا أنباء عقد اتفاق أدرنة بين الحكومتين الروسية والتركية عقب انتصار روسيا في الحرب التي نشبت بينهما. حيث تنازلت تركيا عن أي نفوذ لها في القفقاس الذي أصبح بموجب الاتفاقية منطقة نفوذ روسية.
حصل الأمير الشركسي سفربي زان على نسخة من الاتفاقية باللغة الروسية وبعد دراستها قام بالدعوة لعقد اجتماع عام لممثلي الشراكسة (الخاسة) لتدارس الوضع الجديد الناشئ عن الاتفاقية المذكورة ومستقبل تشيركيسيا بعد الاتفاقية، وعقد الاجتماع في منطقة وادي أداغو حيث أبدى المندوبون عن استغرابهم وعدم تصديقهم للمعلومات التي أطلعهم عليه الأمير زان وذلك بسبب اقتناعهم وإيمانهم بأن تركيا المسلمة لن تتخلى عن الشراكسة وتشيركيسيا للكفار الروس، وتوصل المجتمعون في نهاية الاجتماع إلى قرار بإرسال وفد إلى تركيا لتقصى الحقائق والحصول على نسخة الاتفاقية باللغة التركية للتأكد من صحة ما نقله الأمير زان من معلومات نقلاً عن النص الروسي للاتفاقية وتم الاتفاق على أن يضم الوفد كل من الأمير زان ونور محمد حاغور وترام.
أصيب الأمير زان بخيبة أمل من نتيجة الاجتماع إذ أنه كان يعرف جيداً أنه لا فائدة ترجى من سفر الوفد إلى تركيا إلا أنه قرر استغلال سفره إلى تركيا لمقابلة السلطان محمود وشرح موقف الشراكسة له ولأية جهة أخرى يمكن أن تقدم المساعدة للشراكسة في مواجهة الوضع الناجم عن اتفاقية أدرنة. وتمكن الوفد بعد وصوله إلى استانبول وبمساعدة أحد الشراكسة الأتراك من العاملين في الجهاز الديبلوماسي التركي ويدعى محمد صلخور من تأمين نسخة عن اتفاقية أدرنة باللغة التركية كما تمكن من إيصال رسالة من الأمير زان إلى السلطان التركي وتحديد موعد مع السلطان الذي أبدى موافقته على لقاء الوفد الشركسي، حيث تبين خلال اللقاء أن السلطات الروسية قد قامت بإعلام السلطات التركية عن قدوم الأمير زان على رأس الوفد الشركسي إلى استانبول وأنها قد طلبت من السلطان محمود احتجاز الأمير زان في تركيا لحين انتهائها من ترتيب الأوضاع في تشيركيسيا.
تدهورت الأوضاع في تشيركيسيا خلال فترة تواجد الوفد الشركسي في أستانبول إذ بدأت القوات الروسية زحفها داخل تشيركيسيا حيث وصلت هذه الأنباء إلى الأمير زان الذي اضطر مرغماً للبقاء في استانبول بعد أن غادرها عضوا الوفد الآخران وعادوا إلى الوطن مصطحبين معهم نسخة باللغة التركية عن اتفاقية أدرنة، وبعد وصولهما قاما بعرض نسخة الاتفاقية على الاجتماع العام (الخاسة) الذين تنادوا بعد الاجتماع للاستعداد للحرب.
بقي سفربي زان وحيداً في استانبول يحاول الدفاع عن قضية شعبه بالوسائل المتاحة له في الغربة حيث التقى مع السيد دافيد أوركهارت سكرتير السفارة البريطانية في استانبول والذي كان على معرفة به منذ سنوات إلا أنه فوجئ هذه المرة بأن أوركهارت كان يتحدث اللغة الشركسية بطلاقة، طلب زان من أوركهارت قيام بريطانيا بمساعدة الشراكسة فأجابه أوركهارت:«إن الإنكليز والفرنسيين مهتمون بالوضع في تشيركيسيا، ويقلقهم مصير الشراكسة وأنه لا حدود لجشع روسيا التي استطاعت بنتيجة اتفاقية أدرنه إجبار تركيا على التنازل عن تشركيسيا. وأن إنكلترا تعرف حق المعرفة أن اهتمام روسيا الأساسي هو الوصول إلى البوسفور كما أن بريطانيا قادرة مع حلفائها على وضع حد لجشع روسيا وتقديم المساعدة للمناضلين في سبيل حريتهم ووعد أوركهارت بتقديم المساعدة الممكنة للشراكسة من بارود وبنادق ومدافع وذخيرة.»
تسائل زان عن الثمن المطلوب تسديده من قبل الشراكسة مقابل المساعدة الموعودة فأوضح أوركهارت أن المقابل يمكن أن يكون قمحاً، ذرة، عسل، جلود أو أخشاب.. إلخ. إضافة إلى أن المهندسين الإنكليز يمكن أن يقدموا المساعدة في اكتشاف واستخراج الثروات الكامنة في جوف أراضي تشيركيسيا فأجاب زان أنه من المؤكد أن الشراكسة سيسددون أثمان السلاح والذخيرة التي ستقدمها بريطانيا ولكن الشراكسة يأملون في الحصول على دعم سياسي إضافة إلى السلاح.
أكد أوركهارت أن على الأمير زان أن يسعى لوحدة الشراكسة ولتحقيق ذلك لا بد له من مساعدين لتقديم الاستشارة والخبرة ولهذا الهدف قام بتعريف زان على كل من السيد لونغورث الذي قدمه كمراسل لصحيفة المورنينغ كرونيكال والسيد جيمس بيل الذي طلب تقديمه للشراكسة على أنه تاجر وتم الاتفاق على أن يقوم زان بمساعدة لونغروث وبيل خلال إقامتهم في تشيركيسيا التي كانوا يجهزون أنفسهم للسفر إليها.
اطمأنت نفس زان بعد الحديث مع الإنكليزي كما أحيى الحديث آمالاً طيبة ولكن ذلك لم يستمر طويلاً فقد عاودته الهواجس مجدداً هل كان تصرفه صحيحاً بأن عقد اتفاقاً ولو كان شفهياً مع أوركهارت؟ فمع أنه صرح أنه يتحدث باسم الشابسوغ والناتو خواي إلا أنه فعلياً تحدث باسم كل تشيركيسيا وباسم كافة الشراكسة. فهو لم يكن مفوضاً بذلك ولم يكن محقاً أن يتصرف كما فعل فألقت الاتفاقية التي عقدها بثقلها على كاهله، أثارت في نفسه الشكوك والهواجس التي لم تدعه يذوق طعم الراحة والهدوء. فلم يكن لديه من يتشاور معه ويتقاسم وإياه الشكوك وينشد لديه الثقة والقوة، لقد أراد أن يسمع صوت كل تشيركيسيا ولكن هيهات، فقد أثار مؤتمر الشابسوغ أسئلة متعددة لديه: فأين الضمانة بأن الأحاديث الصاخبة سوف توصل إلى الحقيقة؟ هل يجب العيش بجوار روسيا وبنفس الوقت السعي للتحالف مع تركيا وطلب المساعدة منها؟ إجراء مفاوضات سرية مع الإنكليز والفرنسيين؟ ألا يشبه ذلك الخيانة؟ إذا كانت روسيا غير مهتمة بمصير الشراكسة كما يقول أوركهارت فهل يكون مصير الشراكسة مهماً للدول الواقعة بعيداً وراء البحار؟ ما الذي يدفع بولونيا والنمسا وإنكلترا وألمانيا وفرنسا للاهتمام بالشراكسة؟ مجرد أحاديث؟ سيدفع الشراكسة بدمائهم ثمن كل ذلك، إضافة لكل ذلك فإنه بالنتيجة يتاجر بثروات وطنه، ليس فقط بالقمح والخشب، بل بما هو موجود في جوف الأرض. يقول أوركهارت: إننا لا ننوي اقتحام أراضيكم بل أن مهندسينا سوف يساعدونكم على الاغتناء من كنوز تشيركيسيا. لكن الواقع مغاير لذلك فالإنكليز يضعون مصالحهم وأرباحهم في المقام الأول ذلك هو قانون هذا العالم الآثم ستصبح تشيركيسيا مستعمرة لإنكلترا سيدة الدول الاستعمارية وبالنتيجة سيكون الأمير سفر بي زان قد تاجر بوطنه، لقد باع والده قطعة من الشاطئ أما هو الابن فيبيع كل تشيركيسيا تقريباً، يبادلها مقابل بنادق، بارود ورصاص في سبيل قتل الناس وإراقة دماء الشراكسة.
بدأ سفر بي يفهم أن المصيبة الكبرى تكمن في أن الشراكسة سيجدون أنفسهم في الوسط بين أوروبا وروسيا وهو ما يشبه الطاحونة. لقد أضحت تشيركيسيا تشبه حبة القمح التي ستحولها الطاحونة إلى دقيق.
تعرف الأمير زان خلال إقامته في تركيا على حروزر باشا القائد العسكري التركي الشهير الذي بسبب كونه لم يرزق بأولاد قام بشراء فتاة وطفل شركسيين وبعد وفاة زوجته تزوج الفتاة الشركسية وأصبحت تدعة حوري خانم ولكنه (حروزر باشا) لم يرزق من حوري خانم بأولاد أيضاً فقام بتبني الطفل الشركسي وسماه إسماعيل بك الذي تبؤ منصباً حكومياً رفيعاً.
نشأت علاقة متينة بين زان وعائلة حوزر باشا إذ اتضح أن زان كان على معرفة بولادة حوري خانم في تشيركيسيا التي أقدمت أمها على الانتحار بعد أن باعت ابنتها للتجار الأتراك.
استطاع زان خلال تلك الفترة أن ينظم مظاهرة مناوئة لروسيا فقد قام عن طريق الأصدقاء بتقديم المال لأحد أئمة المساجد الاستانبولية الذي قام أثناء الصلاة بتحريض المصلين ضد روسيا مطالباً بتحرير الشراكسة من نير المستعمرين الروس. وقد سقط سفر بي خلال المظاهرة تحت أقدام المتظاهرين مما أدى إلى كسر ثلاثة من أضلاعه ونقله للمستشفى للعلاج حيث قضى شهرين لم يزره فيها أحد سوى محمد صلخور، حوري خانم وإسماعيل بك.
خلال إحدى زيارات صلخور للأمير زان قام الأخير بإخراج ورقة مطوية أربع مرات ناولها لصلخور وطلب منه أن يبدي رأيه فيها. تساءل صلخور عن محتوى الورقة فأجاب زان بصوت متهدج من الانفعال أنه راية الوحدة الشركسية وتابع أنه خلال إقامته في المستشفى فكر كثيراً برمز للوحدة الشركسية فتوصل إلى الراية المرسومة على الورقة والتي تشكل من اثنتي عشرة نجمة ذهبية وثلاثة أسهم متقاطعة وشرح زان أن النجمات الإثني عشرة ترمز كل منها إلى إحدى القبائل الشركسية وهي متماثلة تماماً لا تتميز واحدة عن الأخرى فالجميع متساوون في الوحدة أما السهام المتقاطعة فترمز إلى أن الشراكسة لا يريدون الحرب ولكنهم يدافعون عن أنفسهم حين يتعرضون للهجوم ويتابع زان: حين تستلقي على سرير المستشفى بعيداً عن وطنك وأهلك، تراودك أفكار مختلفة وفي حينها تستطيع أن تتخيل بقلبك وعقلك بيتك وقريتك والنهر والسماء وأن تسمع بشكل أوضح أصوات الطيور في الغابة، لذلك فإن لون العلم سيكون لون ربيع أرض الوطن، لون المروج والغابات والجبال وسيحمل اثنتي عشرة نجمة ذهبية وثلاثة أسهم متقاطعة وخلال أيام ستحضر حوري خانم العلم الجاهز كي أرسله إلى تشيركيسيا. سأل صلخور أي من النجمات الاثنتي عشرة تمثل الناتخواي والشابسوغ فأجاب سفر بي بانفعال:
لا داعي لمثل هذه الأسئلة ولا يحق لأحد أن يطرحها ولا يجب البحث عن أي نجمة ولا تعـداد القبائل كي لا يفهم من ذلك وجود أي تمييز أو تفضيل لآي قبيلة على أخرى.
بعد فترة قام سفر بي بتوديع جيمس بيل ولونغورث اللذين سافرا إلى القفقاس على متن الباخرة فيكسن.
وبعد وصوله قام بيل بتسليم نور محمد حاغور رزمة قال إن الأمير سفر بي زان طلب تسليمها له وتبين إن الرزمة تحوي قطعة من الحرير الأخضر مطرز عليها بخيوط ذهبية اثنتا عشرة نجمة ذهبية وثلاثة سهام متقاطعة. استغرب نور محمد وتساءل: ما هذا؟ أهو ما أعتقده فأجاب بيل: نعم لقد أصبت ولكن أرجو ألا يعلم أحد أنني، الذي أحضرته لك.
عقد المؤتمر الشركسي العام (الخاسة) في وادي (بسه فابه) حيث اجتمع مندوبو القبائل الشركسية وقام نور محمد حاخور بعرض موضوع الراية الشركسية قائلاً: لقد أرسل لنا الأمير زان راية الوحدة الشركسية وطلب من ترام أن يفك الرزمة ويعرض الراية وعندما فردت الراية الحريرية الخضراء وعليها النجمات والسهام الذهبية بدأ العلم يخفق مع الريح كأنه يستعد للطيران وخيم الهدوء على الوادي وتركزت مئات العيون على الراية الخضراء الخفاقة والنجمات والسهام الذهبية فسأل حاغور: من يوافق على أن تكون هذه الراية علماً موحداً لكافة الشراكسة عندها ارتفعت القامات فوق هامات الشراكسة المجتمعين في الوادي.
هذه باختصار قصة ولادة العلم الشركسي كما أوردها الكاتب الشركسي «إسحاق ماشباش» في روايته «بين حجري الرحى».